# Wasserqualität
Dieser Artikel wurde wegen inhaltlicher Mängel auf der Qualitätssicherungsseite des Portals Geowissenschaften eingetragen. Dies geschieht, um die Qualität der Artikel im Themengebiet Geowissenschaften zu steigern. Bitte hilf mit, die Mängel zu beseitigen, oder beteilige dich an der Diskussion. (+)

Begründung: Der Artikel vermengt die deutlich zu trennenden Themen "Wasserqualität" und "Gewässergüte/-qualität". Dadurch ist er bei beiden Themen inhaltlich schwach. Das Grundwasser betreffende Aspekte fehlen fast komplett. --jergen ? 17:19, 10. Dez. 2022 (CET)

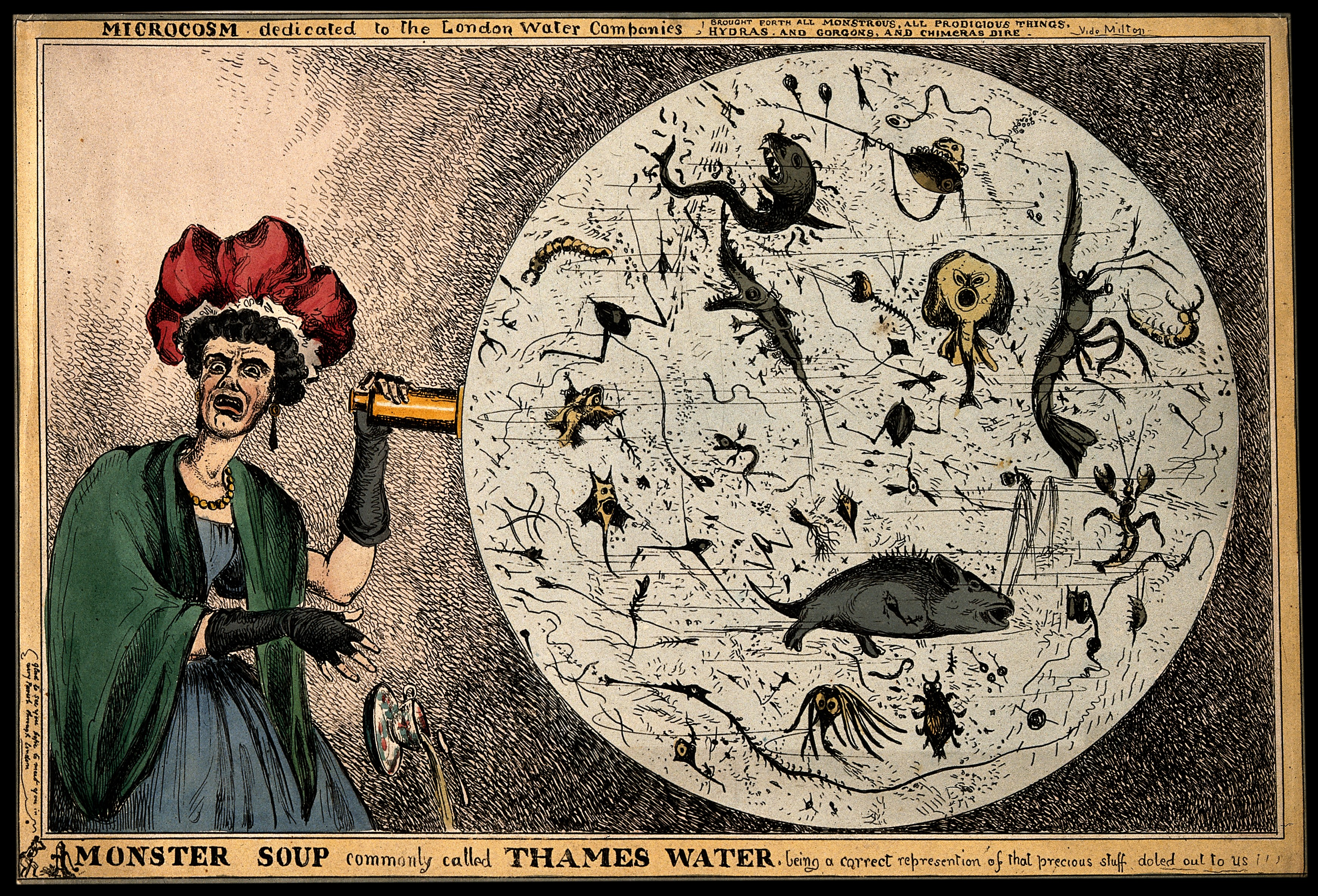
Eine satirische Darstellung aus dem Jahre 1828 zeigt die damalige Vorstellung von Lebewesen in der verschmutzten Themse

Der Begriff Wasserqualität (auch Wassergüte oder Wasserbeschaffenheit) bezeichnet, ganz allgemein, die Nutzbarkeit von Wasser für menschliche oder natürliche Zwecke und Prozesse aller Art. Dementsprechend existiert kein allgemein verwendbarer Maßstab oder Index, der Wasserqualität definieren könnte. Die Kriterien ergeben sich spezifisch aus der jeweiligen Nutzung oder Qualitätskomponente und sind je nach dieser unterschiedlich, zum Beispiel für die Nutzung als Trinkwasser, Brauchwasser für landwirtschaftliche Bewässerung, oder technische Prozesse, ökologisch definierte Güteanforderungen für Grundwasser und stehende oder fließende Oberflächengewässer und viele andere. Für jeden dieser Bereiche existieren spezifische Anforderungen, die oft in Handbüchern, Richtlinien oder Standards, oft unter Definition von Grenzwerten, festgeschrieben sind (zum Beispiel Trinkwasserverordnung oder Badegewässerrichtlinie). Diese können national oder übernational unterschiedliche rechtliche Verbindlichkeit besitzen, von unverbindlichen Empfehlungen bis hin zu individuell einklagbaren persönlichen Rechten. Oft wird zwischen einer, eher auf Wasser als nutzbares Umweltmedium bezogenen, Wasserqualität im engeren Sinne und einer, eher ökologische Anforderungen berücksichtigenden Gewässerqualität unterschieden, die auch Parameter wie die Beschaffenheit des Gewässerbetts oder seine biotische Besiedlung mit Wasserorganismen berücksichtigt. Eine Verminderung der Wasserqualität ist eine Wasserbelastung. Diese kann natürliche Ursachen haben oder durch menschliche Einflüsse verursacht sein (zum Beispiel Gewässerverschmutzung).

## Bestimmung der Wasserqualität

Verbotszeichen für Kein Trinkwasser nach ISO 7010

Um die Qualität des Wassers in natürlicher Umgebung zu beurteilen, werden unterschiedliche Verfahren verwendet, je nachdem, ob es sich um Grundwasser oder Oberflächenwasser handelt. Wegen der typischen Organismen, die im Oberflächenwasser leben, gibt es grundsätzliche Unterschiede zwischen Fließgewässern und stehenden Gewässern (Teich, See). Die Wasserqualität wird oft mit Vorgängen in Zusammenhang gebracht, die den im Wasser vorhandenen Sauerstoff verbrauchen. Maßstäbe für den Gesamtsauerstoffverbrauch sind:
- Chemischer Sauerstoffbedarf (CSB), der durch Oxidation mit Kaliumdichromat bestimmt wird,
- Biochemischer Sauerstoffbedarf (BSB), der bestimmt wird, indem man in einer Wasserprobe die Abnahme des Sauerstoffgehalts im Dunkeln misst.

Hilfsweise wird heute aber meist anstelle dieser methodisch aufwändig messbaren Größen der gesamte organische Kohlenstoff (TOC, nach der englischen Abkürzung total organic carbon) eingesetzt.
Es kommen physikalische, chemische und biologische Verfahren zur Bestimmung der Wasserqualität zum Einsatz.

### Biologische Verfahren

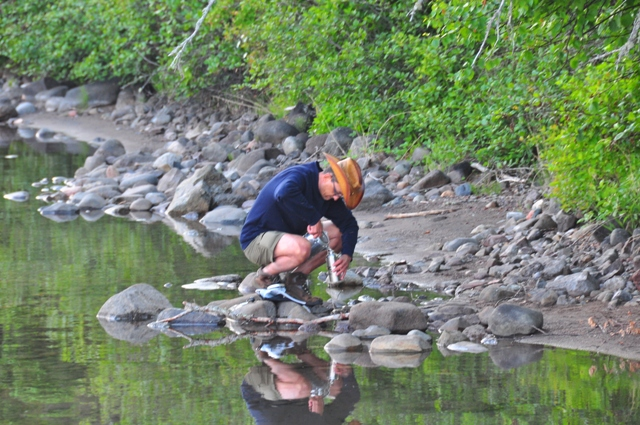
Entnahme einer Gewässerprobe

Der Biochemische Sauerstoffbedarf wird bestimmt, indem man in einer Wasserprobe die Abnahme des Sauerstoffgehalts in 2 bzw. 5 Tagen bei 20 °C im Dunkeln misst. Traditionell wird der für die Definition der Güteklassen herangezogene Belastungsindikator in 5 Tagen als BSB5 verwendet. Kürzere Zeiträume finden nur bei hochbelasteten Proben Verwendung, in denen nach fünf Tagen überhaupt kein Sauerstoff mehr vorhanden wäre.
In Deutschland ist seit Jahrzehnten die Verwendung von Güteklassen für Oberflächengewässer üblich. Diese Güteklassen führte der Hydrobiologe Hans Liebmann zuerst 1951 ein. Die Gewässergüteklassen dienen zum Beispiel der Darstellung in den amtlichen Gewässergütekarten. Mit dem Saprobiensystem werden die Gewässer anhand der gefundenen Organismen in sieben Gewässergüteklassen eingeteilt, jeweils für einen bestimmten Wertebereich des Saprobienindex. Die ursprünglich vier Güteklassen wurden dabei durch das Einfügen von drei Zwischenklassen auf sieben erhöht, um eine feinere Differenzierung zu ermöglichen. Das reine Saprobiensystem wird aber auch kritisiert. Insofern bieten Langzeitdaten der physikalischen und chemischen Parameter weitere Kriterien.
International ist eine kaum überschaubare Vielfalt biologischer Bewertungsverfahren zur Gewässerqualität in Gebrauch. Eine Übersicht im Rahmen eines europaweiten Forschungsprojekts kam allein für die Länder der Europäischen Union auf 297 verschiedene Verfahren. Diese Verfahren wurden in einer Datenbank zugänglich gemacht und dienen der Beurteilung von Fließgewässern, Seen, Küstengewässern und Brackwasserbiotopen, die Bewertung erfolgt anhand von Lebensgemeinschaften des Phytoplanktons, der bodenlebenden (oder benthischen) Mikroflora, der höheren Wasserpflanzen oder Makrophyten, der Fischfauna und der bodenlebenden Wirbellosen (Makrozoobenthos). Fast alle Verfahren beruhen auf Bestimmung von Arten, wenige kommen mit höheren taxonomischen Gruppen (wie Gattungen oder Familien) aus. Ausnahme ist das Phytoplankton, bei dem ein Summenparameter (der Gehalt an Chlorophyll a) traditionell große Bedeutung besitzt.
Ein in den USA weitverbreitetes Verfahren beschränkt sich auf bestimmte Gruppen von Organismen wie Eintagsfliegen, Steinfliegen und Köcherfliegen.

### Chemische Verfahren

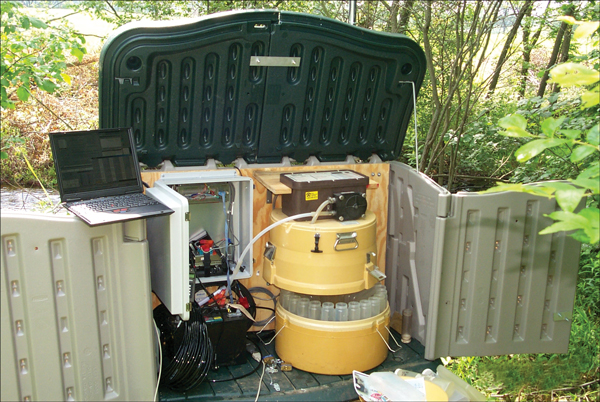
Automatischer Probensammler für Wasseruntersuchungen

Bei der Bestimmung des Chemischen Sauerstoffbedarfs (CSB) und des Biochemischen Sauerstoffbedarfs (BSB) handelt es sich letztlich auch um chemische Verfahren, da hierfür die Methoden der Analytischen Chemie eingesetzt werden. Oft wird zusätzlich der organisch gebundene Kohlenstoff (TOC) untersucht.
Hinweise auf Belastungen des Wassers aus organischen Quellen lassen sich aus Messungen der Stickstoffverbindungen Ammonium, Nitrit und Nitrat oder aus dem Gesamt-Phosphor gewinnen. Diese düngenden (für Pflanzen als Makronährstoffe bedeutsamen) Verbindungen definieren die Trophie des Gewässers. Für den Saprobienindex direkt bedeutsam sind nur die Gehalte der reduzierten Stickstofffraktionen Ammonium und Nitrit, weil diese von Mikroorganismen (unter Sauerstoffverbrauch) zu Nitrat oxidiert werden können. Indirekte Zusammenhänge können sich aber häufig dadurch ergeben, dass in gut belichteten Gewässern erhöhte Nährstoffgehalte zu starkem Pflanzenwachstum führen. Sterben diese Pflanzen später ab, führt die gebildete Biomasse (durch den Sauerstoffverbrauch) zu erhöhter Saprobie. Dieses Phänomen wird sekundäre Verschmutzung genannt und tritt besonders markant in aufgestauten Flussabschnitten auf.
Bei der traditionellen Güteeinstufung wurden anhand zahlreicher Wasserproben die einzelnen chemischen Werte ermittelt. Auch wurde eine chemische Gewässergüteklassifikation vorgeschlagen, die heute aber in Deutschland wegen der abweichenden Methodik seit der Wasserrahmenrichtlinie keine Rolle mehr spielt.
Bei der Trinkwasserhygiene spielen chemische Verfahren dagegen noch eine große Rolle.

### Physikalische Verfahren

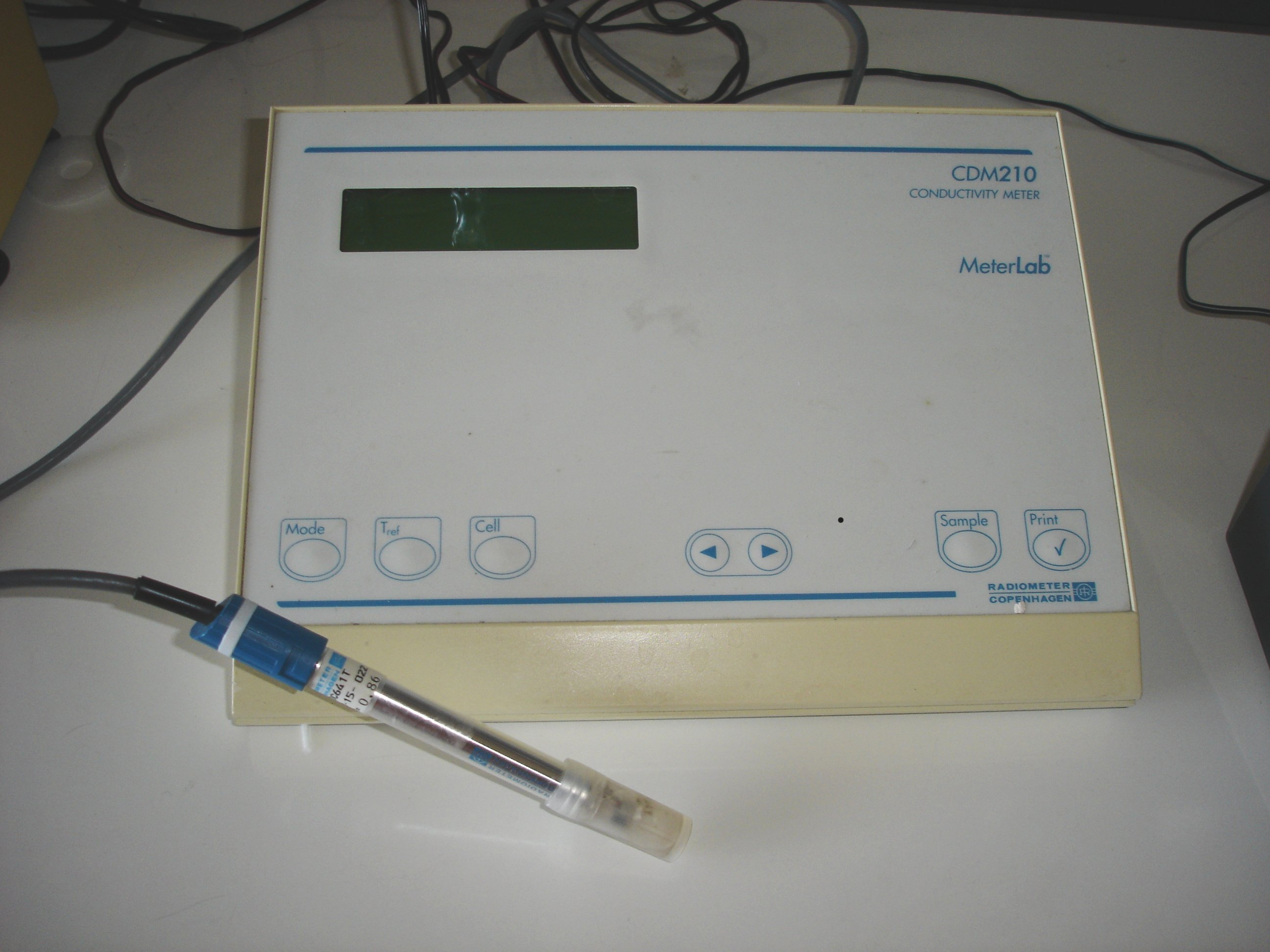
Messgerät zur Bestimmung der Leitfähigkeit

Die physikalischen Verfahren zur Bestimmung der Wasserqualität haben den Vorteil, dass sie in den meisten Anwendungsbereichen eingesetzt werden können und – insbesondere bei zahlreichen oder kontinuierlichen Untersuchungen – kostengünstiger als biologische und chemische Verfahren sind. Dabei werden die Temperatur, der Sauerstoffgehalt, der pH-Wert, die Leitfähigkeit und manchmal auch die Radioaktivität sowie weitere Parameter gemessen. Die Ergebnisse der Messungen werden meist in Umweltinformationssystemen dargestellt und sind aufgrund der heutigen Messtechnik im Internet verfügbar. In Deutschland werden zahlreiche Messergebnisse von sogenannten Gütemessstellen an den sechs Hauptflüssen Rhein, Ems, Weser, Elbe, Oder und Donau in einem von der Bundesanstalt für Gewässerkunde realisierten Fachportal des Bundesministeriums für Umwelt, Naturschutz und nukleare Sicherheit veröffentlicht. Von einigen Flüssen liegen diese Daten schon seit den 1980er Jahren vor.

### Kombiniertes Verfahren nach europäischer Wasserrahmenrichtlinie
Mit der Einführung der Wasserrahmenrichtlinie der Europäischen Union im Jahr 2000 wurde ein neues Verfahren der Güteeinstufung etabliert. Ziel der Richtlinie ist es, alle Gewässer Europas (mindestens) in den „guten Zustand“ zu versetzen. Die Gewässer werden demnach im Prinzip nach zwei Zuständen („gut“ oder „nicht gut“, feiner in fünf Qualitätsstufen „sehr gut“, „gut“, „mäßig“, „unbefriedigend“, „schlecht“) bewertet. Für alle Gewässer, die den guten Zustand verfehlen, sind Maßnahmen vorgesehen, die in sogenannten Bewirtschaftungsplänen zusammengefasst werden, eine schlechte Einstufung ist also unmittelbar handlungsrelevant. Wichtig ist, dass sich die Gesamtqualität nicht aus dem Mittelwert der einzelnen Güteparameter ergibt, sondern es gilt: der schlechteste Parameter bestimmt die Gesamtbewertung. Die Güteeinstufung beruht auf einem komplizierten Verfahren, bei dem zwei Größen betrachtet werden, der „chemische Zustand“ und der „ökologische Zustand“ des Gewässers. Der chemische Zustand ermittelt sich in erster Linie nach dem Schadstoffgehalt des Wassers, wobei verschiedene Stoffklassen (Schwermetalle, Pestizide, organische Schadstoffe) gemessen werden. Der ökologische Zustand wird im Prinzip anhand der Lebensgemeinschaft im Gewässer bewertet, wobei aber Hilfsparameter wie die Gewässerstrukturgüte und auch verschiedene chemische und physikalische Parameter (wie Sauerstoffgehalt, Nährstoffgehalte, Temperatur) ebenfalls eine Rolle spielen. Der ökologische Zustand ist umfassender definiert als der mithilfe des Saprobiensystems gemessene saprobielle Zustand, d. h. ein Gewässer kann auch bei gutem saprobiellen Zustand den guten ökologischen Zustand verfehlen, wenn die Lebensgemeinschaft zu weit entfernt vom natürlicherweise zu erwartenden ist. Alle nicht-saprobiellen Belastungsfaktoren, vor allem Veränderungen der Gewässerstruktur und diffuse Einflüsse aus der Landnutzung im Einzugsgebiet werden unter dem Schlagwort „allgemeine Degradation“ gefasst. Außerdem spielt nicht nur die Makrozoobenthos genannte Lebensgemeinschaft der Gewässersohle, die Grundlage des Saprobiensystems ist, sondern auch die Fischfauna und das Vorkommen von Wasserpflanzen eine wichtige Rolle für die Bewertung des Gewässers im Rahmen des Verfahrens.

### Güteklassen
Die Wasserqualität natürlicher Gewässer wird in sogenannte Güteklassen eingeteilt. Da das Saprobiensystem verhältnismäßig aufwändig ist und grundsätzlich nur für Fließgewässer definiert ist, wird meist auf chemische Parameter zurückgegriffen. Stehende Gewässer werden vor allem nach dem Trophiesystem klassifiziert. Die folgenden Gewässergüteklassen ergeben sich anhand der Korrelation der nach dem Saprobiensystem ermittelten Gewässergüteklassen mit an denselben Probenstellen mitgemessenen chemischen Werten:
| Güteklasse | BSB5 / mg O2·l−1 | O2-Gehalt                                                           | Ammoniumstickstoff-Gehalt / mg·l                |
| ---------- | ---------------- | ------------------------------------------------------------------- | ----------------------------------------------- |
| I          | < 01             | Nahe der Sättigung                                                  | ≈ 0 (Höchstens in Spuren vorhanden)             |
| I–II       | < 02             | Geringe Defizite bis 20 % im Tagesgang möglich                      | ≈ 0 (Höchstens in Spuren vorhanden)             |
| II         | < 05             | Ausgeprägter Tagesgang durch biogene Sauerstoffproduktion           | < 0,5                                           |
| II–III     | > 05             | Oft dauerhaft unter 50 % der Sättigung, aber ausgeprägte Tagesgänge | < 1                                             |
| III        | < 10             | Oft dauerhaft unterhalb der Sättigung, teilweise unter 2 mg/l       | > 1 (oft Bildung des stark toxischen Ammoniaks) |
| III–IV     | > 10             | Zeitweise nur noch in Spuren vorhanden, Faulschlamm-Bildung         | > 1 (längerfristig)                             |
| IV         | oft ≫ 10         | Langfristig unter 1 mg/l, Sediment anaerob, von Faulschlamm bedeckt | > 1 (längerfristig)                             |